# Saint-Paul-sur-Ubaye
Pour les articles homonymes, voir Saint-Paul.
Saint-Paul-sur-Ubaye est une commune française, frontalière avec l'Italie, située dans le département des Alpes-de-Haute-Provence en région Provence-Alpes-Côte d'Azur.
Le nom de ses habitants est Saint-Paulois ou Saint-Paulains, en valéian : lous Sant Poulencs[réf. incomplète].

## Géographie
Le village de Saint-Paul-sur-Ubaye se situe à 1 470 mètres d’altitude, dans la haute vallée de l'Ubaye, sur la route de Vars. Installé au pied du massif de Chambeyron, il est le plus haut village des Alpes-de-Haute-Provence, et la seule commune de France à avoir plus de 30 sommets supérieurs à 3 000 mètres sur son territoire. Elle est la 7e plus vaste commune de France métropolitaine et la plus vaste si l'on tient compte de la surface réelle due au relief (les surfaces officielles sont calculées sur la base d'une surface plane).

### Lieux-dits et hameaux
La commune compte de nombreux villages et hameaux, habituellement regroupés selon l'ancien découpage paroissial :
- Tournoux, à flanc de montagne à l'aval de Saint-Paul, surplombant le hameau des Gleizolles en fond de vallée ;
- Saint-Paul, chef-lieu de la commune ;
- Mélézen, dans le vallon du Riou Mounal à l'ouest de Saint-Paul sur la route du col de Vars ;
- Sérenne, situé entre Saint-Paul et Maurin et divisée en Grande-Sérenne et Petite-Sérenne, les deux villages étant distants d'une centaines de mètres seulement et se situent tous deux à environ 1 500 m ;
- Fouillouse, sis à 1 900 mètres dans un vallon isolé à l'est au pied de l'aiguille de Chambeyron, cher à l’abbé Pierre. Seul village de la commune sur la rive gauche de l'Ubaye, il est accessible par le pont du Châtelet, surplombant cette dernière de plus de 100 mètres ;
- Maurin au nord en remontant la vallée, près des sources de l'Ubaye, regroupant les lieux habités de la Barge, Maljasset et Combe-Brémond. Sise à 1 920 mètres d'altitude, Maurin est la paroisse la plus élevée de toute la Provence.

### Communes voisines
| Crévoux, Vars          | Vars, Ceillac                    | Saint-Véran                 |
| Crévoux                | Saint-Paul-sur-Ubaye             | Acceglio & Bellino (Italie) |
| La Condamine-Châtelard | La Condamine-Châtelard, Jausiers | Meyronnes, Larche           |

### Hydrographie
Comme l'indique le nom de la commune, Saint-Paul est traversée par l'Ubaye, qui y prend sa source.
Le village de Saint-Paul a également été une station de ski alpin grâce à un téléski implanté en face du village et donc de l'Ubaye, son accès se faisait par un pont qui fut emporté par l'Ubaye il y a peu. Le village est toujours fréquenté par des pistes de ski de fond.

### Environnement
La commune compte 3 000 ha de bois et forêts, soit 16 % de sa superficie.

### Risques majeurs
Aucune des 200 communes du département n'est en zone de risque sismique nul. Le canton de Barcelonnette auquel appartient Saint-Paul-sur-Ubaye est en zone 1b (sismicité faible) selon la classification déterministe de 1991, basée sur les séismes historiques, et en zone 4 (risque moyen) selon la classification probabiliste EC8 de 2011. La commune de Saint-Paul-sur-Ubaye est également exposée à quatre autres risques naturels :
- avalanche,
- feu de forêt,
- inondation,
- mouvement de terrain.

La commune de Saint-Paul-sur-Ubaye n’est exposée à aucun des risques d’origine technologique recensés par la préfecture ; aucun plan de prévention des risques naturels prévisibles (PPR) n’existe pour la commune et le Dicrim n’existe pas non plus.
La commune a été l’objet de deux arrêtés de catastrophe naturelle pour des inondations et des coulées de boue en 1989 et 2008 ; une autre coulée de boue, importante mais qui n’a pas provoqué de catastrophe, a eu lieu en août 2002. En 1998, un important éboulement concerne les versants de la Reyssole. En 2006 et 2008, plusieurs avalanches causent des coupures de la RD 902. Dans la liste qui suit, figurent les tremblements de terre fortement ressentis dans la commune. Ils dépassent une intensité macro-sismique ressentie de V sur l’échelle MSK (dormeurs réveillés, chutes d’objets). Les intensités indiquées sont celles ressenties dans la commune, l’intensité peut être plus forte à l’épicentre :
- le séisme du 23 février 1887, d’une intensité ressentie à Saint-Paul-sur-Ubaye de VI et dont l’épicentre était situé à Bussana Vecchia[14],
- le séisme du 19 juillet 1938, avec une intensité ressentie de VI et demi et Guillestre pour épicentre[15],
- le séisme du 17 février 1947, d’une intensité ressentie à Saint-Paul-sur-Ubaye de V et dont l’épicentre était situé en Italie[16],
- le séisme du 4 mai 1958, d’une intensité ressentie à Saint-Paul-sur-Ubaye de V et dont l’épicentre était situé à Valdieri[17],
- le séisme du 5 avril 1959, avec une intensité ressentie de VII et demi dont l’épicentre était dans la commune de Saint-Paul[18], suivi de fortes répliques dont une le 17 juillet 1959, avec une intensité ressentie de V et Guillestre pour épicentre[19]. Ces répliques se prolongent plus d’un an[13]. Ce séisme provoque d’importantes destructions dans la commune (voir sections suivantes) ;
- le séisme du 6 juin 1971, d’une intensité ressentie à Saint-Paul-sur-Ubaye de V et dont l’épicentre était situé à Mont-Dauphin[20].
- le séisme du 7 avril 2014[21] (arrêté de catastrophe naturelle, 2016), de magnitude 5,3 et dont l'épicentre était à 9 km, aux Gleizolles[22]

### Climat
Pour des articles plus généraux, voir Climat de Provence-Alpes-Côte d'Azur et Climat des Alpes-de-Haute-Provence.
En 2010, le climat de la commune est de type climat de montagne, selon une étude du Centre national de la recherche scientifique s'appuyant sur une série de données couvrant la période 1971-2000. En 2020, Météo-France publie une typologie des climats de la France métropolitaine dans laquelle la commune est exposée à un climat de montagne ou de marges de montagne et est dans la région climatique Alpes du sud, caractérisée par une pluviométrie annuelle de 850 à 1 000 mm, minimale en été.
Pour la période 1971-2000, la température annuelle moyenne est de 7,1 °C, avec une amplitude thermique annuelle de 16,2 °C. Le cumul annuel moyen de précipitations est de 889 mm, avec 6,5 jours de précipitations en janvier et 6,9 jours en juillet. Pour la période 1991-2020, la température moyenne annuelle observée sur la station météorologique de Météo-France la plus proche, « Jausiers-Saint-Anne », sur la commune de Jausiers à 11 km à vol d'oiseau, est de 8,2 °C et le cumul annuel moyen de précipitations est de 676,5 mm. 
La température maximale relevée sur cette station est de 37,6 °C, atteinte le 23 août 2023 ; la température minimale est de −24 °C, atteinte le 12 février 1999,,.
Les paramètres climatiques de la commune ont été estimés pour le milieu du siècle (2041-2070) selon différents scénarios d'émission de gaz à effet de serre à partir des nouvelles projections climatiques de référence DRIAS-2020. Ils sont consultables sur un site dédié publié par Météo-France en novembre 2022.

## Urbanisme

### Typologie
Au 1er janvier 2024, Saint-Paul-sur-Ubaye est catégorisée commune rurale à habitat très dispersé, selon la nouvelle grille communale de densité à 7 niveaux définie par l'Insee en 2022.
Elle est située hors unité urbaine. Par ailleurs la commune fait partie de l'aire d'attraction de Barcelonnette, dont elle est une commune de la couronne,. Cette aire, qui regroupe 11 communes, est catégorisée dans les aires de moins de 50 000 habitants,.

### Occupation des sols

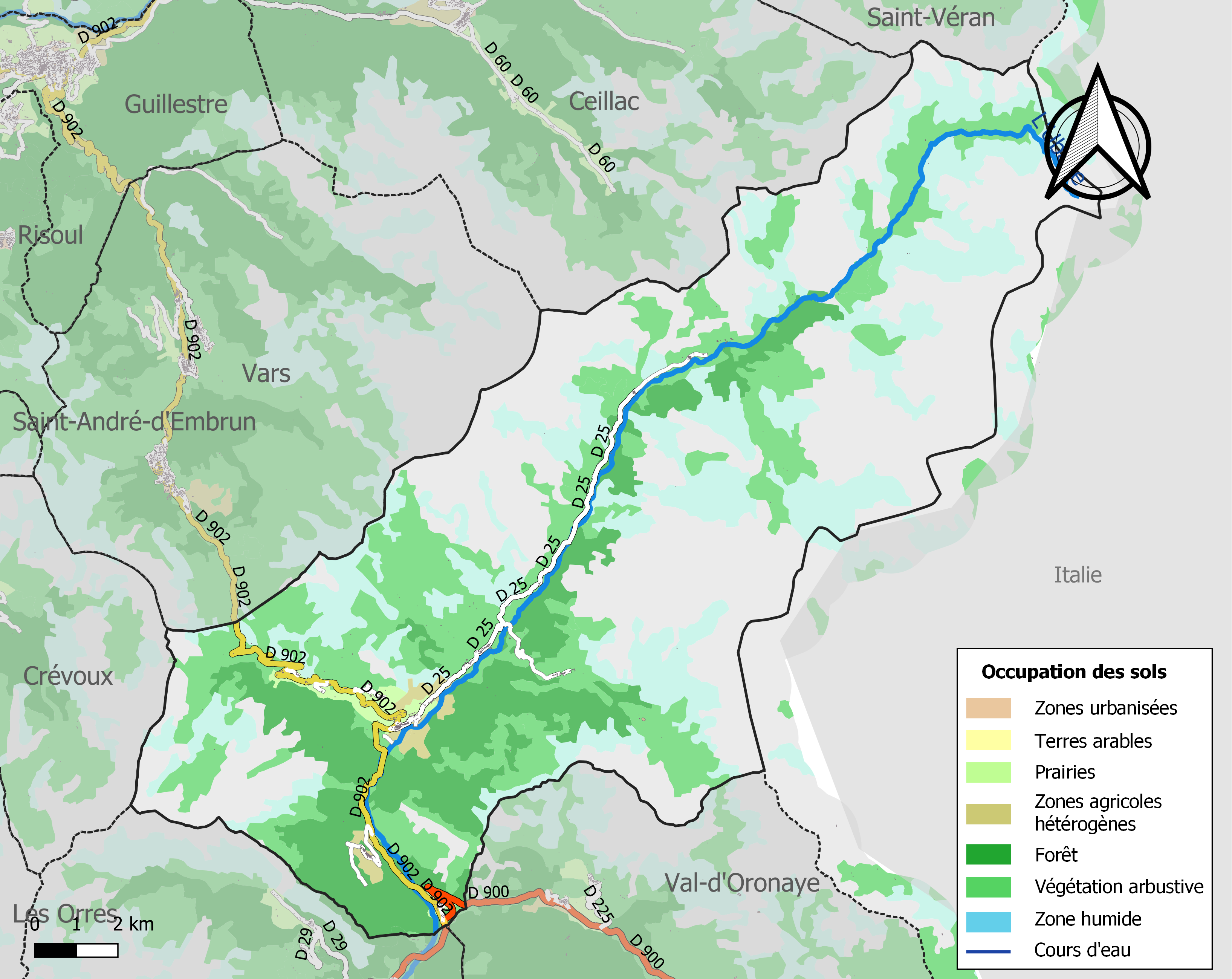
Carte des infrastructures et de l'occupation des sols de la commune en 2018 (CLC).

Le tableau ci-dessous présente l'occupation des sols de la commune en 2018, telle qu'elle ressort de la base de données européenne d’occupation biophysique des sols Corine Land Cover (CLC).
| Type d’occupation                                                                   | Pourcentage | Superficie (en hectares) |
| ----------------------------------------------------------------------------------- | ----------- | ------------------------ |
| Prairies et autres surfaces toujours en herbe                                       | 1,0 %       | 207                      |
| Systèmes culturaux et parcellaires complexes                                        | 0,4 %       | 91                       |
| Surfaces essentiellement agricoles interrompues par des espaces naturels importants | 0,5 %       | 104                      |
| Forêts de conifères                                                                 | 14,0 %      | 2894                     |
| Forêts mélangées                                                                    | 0,02 %      | 5                        |
| Pelouse et pâturages naturels                                                       | 20,3 %      | 4199                     |
| Landes et broussailles                                                              | 0,4 %       | 90                       |
| Forêt et végétation arbustive en mutation                                           | 3,2 %       | 654                      |
| Roches nues                                                                         | 38,4 %      | 7931                     |
| Végétation clairsemée                                                               | 21,6 %      | 4461                     |
| Source : Corine Land Cover                                                          |             |                          |

## Toponymie
Le nom du village apparaît pour la première fois vers 1200 (castrum Sancti Pauli), d’après le nom du saint fêté en juin (probablement l’apôtre Paul).
La commune de Saint-Paul devient Saint-Paul-sur-Ubaye en 1998.
Sant Pol en valéian[réf. incomplète], (dialecte occitan parlé dans la vallée de l'Ubaye).

## Histoire

### Préhistoire et Antiquité
L’Âge du Fer est très bien représenté dans cette vaste vallée, notamment par de nombreuses sépultures.
L’époque gallo-romaine est également représentée (monnaies romaines). Des vestiges ont été mis au jour à Saint-Paul, Tournoux, Gleisolles. La via Lictia traversait le territoire de la commune. Le col du Montgenèvre ne sera plus la seule possibilité de franchir les Alpes, par la montagne, en sécurité. Il sera possible de passer le mont Lictius (col de l'Argentière ou de l'Arche). C'est la voie appelée "Lictia" qui passe par le carrefour de l'Ubaye et de l'Ubayette, Rigomanus (Villevieille), Médiolanum (Moelans), pour aboutir à Vapincum (Gap).
Quelques auteurs situent aux Eychalps, près de Gleizolles (au confluent de l’Ubaye et de l’Ubayette), le lieu-dit antique Mustiæ Calmes. C’est là que le patrice Mummol a battu les Lombards en 571 ou 576. Une église paléo-chrétienne s’y trouvait,.

### Moyen Âge
Jean Siméonis, baile-juge d'Apt (1351), président de la chambre des comptes (1355), avocat et procureur du roi (1364), viguier-juge de Forcalquier (1372-1373), noble, originaire de Saint-Paul-sur-Ubaye. Ce juriste embrassa une carrière militaire. En effet, lors de l'invasion des troupes de l'Archiprêtre, il aurait pris la tête, avec Guillaume de Barras, d'une troupe de fantassins et de cavaliers. Ainsi, le 29 octobre 1357, il vint renforcer la garnison de Sisteron. M.-Z. Isnard le signale, en 1358, comme seigneur de Maurin, de Saint-Paul-sur-Ubaye, de Tournoux et de Gleisoles.
La communauté médiévale de Tournoux, qui comptait 27 feux en 1316, est fortement dépeuplée par la crise du XIVe siècle (Peste noire et guerre de Cent Ans) et annexée par celle de Saint-Paul au XVe siècle.
Les seigneurs de Saint-Paul sont les Bérard au XIIe siècle, puis les comtes de Provence. Ils prélevaient un péage sur la route qui remontait vers le col de Vars. Saint-Paul se donna en 1383 au comte de Savoie, sans réactions de son suzerain. En 1388, le reste de la vallée suit Saint-Paul. De ce fait, l'Ubaye reste savoyarde jusqu'au traité d'Utrecht de 1713.

### Temps modernes
En 1531, une avalanche emporte l’église du hameau de Maurin. En 1591 (guerres de religion), l’église Saint-Paul paroissiale est ravagée et doit être reconstruite en partie.

### Révolution française
Durant la Révolution, la société patriotique de la commune y est créée pendant l’été 1792. Pour suivre le décret de la Convention du 25 vendémiaire an II invitant les communes ayant des noms pouvant rappeler les souvenirs de la royauté, de la féodalité ou des superstitions, à les remplacer par d'autres dénominations, la commune change de nom pour Monts.

### Seconde Guerre mondiale
Le 3 septembre 1939, lors du début de la Seconde Guerre mondiale, ordre est donné d’évacuer la population située entre les fortifications de la ligne Maginot et la frontière. Seuls les femmes et les enfants sont évacués, et reviennent peu après, l’Italie de Mussolini ne déclarant pas la guerre à la France. L’entrée en guerre de l’Italie, et l’évacuation de tous les civils vers La Motte-du-Caire puis la Lozère, n’a lieu que le 10 juin. L’offensive des troupes fascistes se produit le 23 juin, mais elle est facilement stoppée à Saint-Paul-sur-Ubaye par les batteries d’altitude : la ligne d’armistice du 24 juin passe à Maurin, hameau d’altitude.
Les 11 et 12 juin 1944, les FFI affrontent la Wehrmacht ; parmi les FFI, se trouvaient des réfugiés espagnols arrivés lors de la Retirada.

## Administration

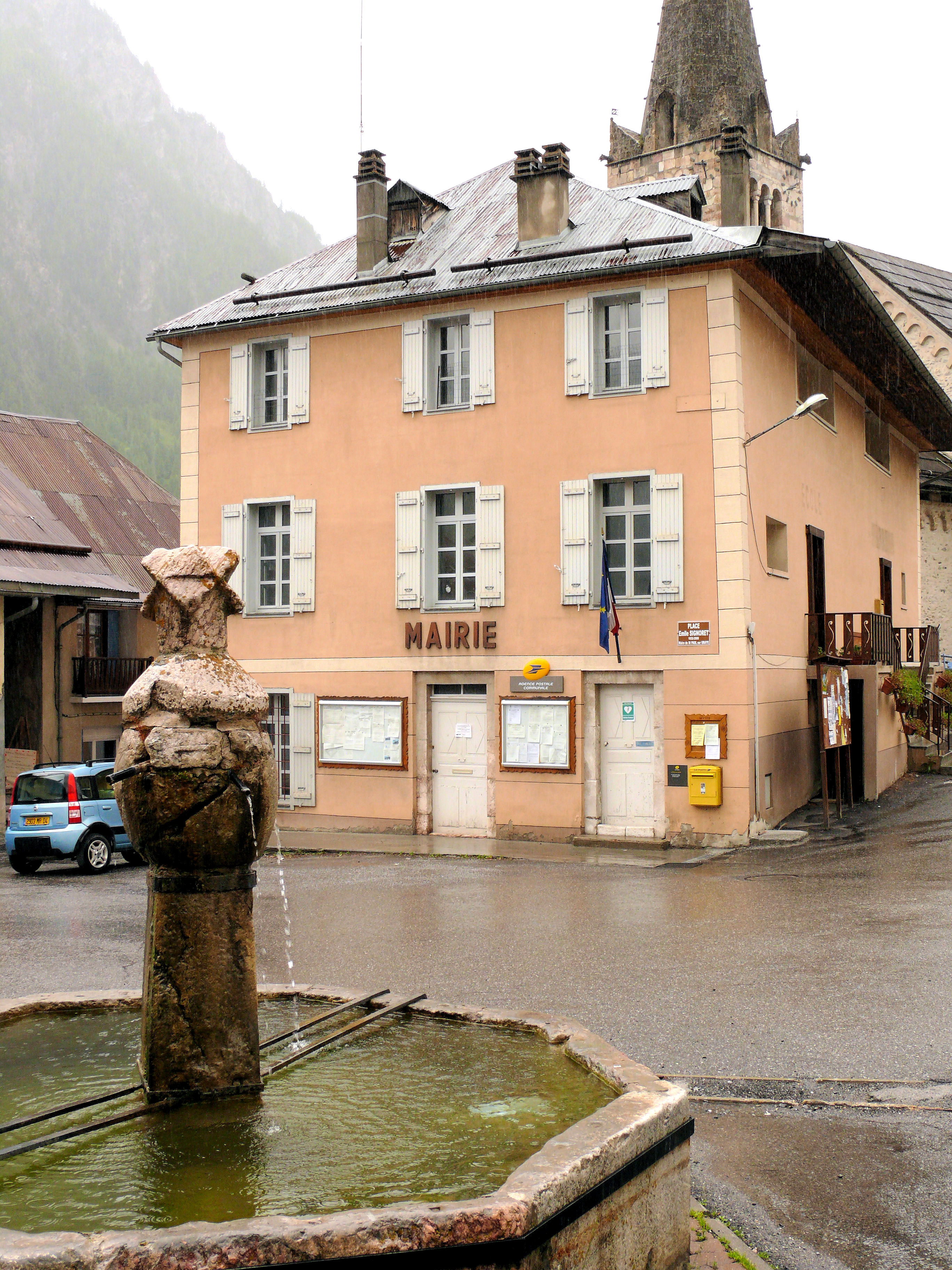
Mairie de Saint-Paul-sur-Ubaye et sa fontaine.

### Municipalité
| Période   | Période   | Identité             | Étiquette | Qualité |
| --------- | --------- | -------------------- | --------- | ------- |
|           | mars 2001 | Émile Signoret       |           |         |
| mars 2001 | mars 2008 | Marie-Danielle Allix |           |         |
| mars 2008 | mars 2014 | Michel Tiran         |           |         |
| mars 2014 | mars 2020 | Jan Behets           |           |         |

### Enseignement
La commune est dotée d’une école primaire.
L'école porte le nom d’Émile Signoret, ancien maire de la commune.

## Démographie
L'évolution du nombre d'habitants est connue à travers les recensements de la population effectués dans la commune depuis 1765. Pour les communes de moins de 10 000 habitants, une enquête de recensement portant sur toute la population est réalisée tous les cinq ans, les populations de référence des années intermédiaires étant quant à elles estimées par interpolation ou extrapolation. Pour la commune, le premier recensement exhaustif entrant dans le cadre du nouveau dispositif a été réalisé en 2008.

En 2022, la commune comptait 195 habitants, en évolution de +1,04 % par rapport à 2016 (Alpes-de-Haute-Provence : +2,84 %, France hors Mayotte : +2,11 %).
| 1765  | 1793  | 1800  | 1806  | 1821  | 1831  | 1836  | 1841  | 1846  |
| ----- | ----- | ----- | ----- | ----- | ----- | ----- | ----- | ----- |
| 1 736 | 1 396 | 1 850 | 1 872 | 1 793 | 1 802 | 1 650 | 1 714 | 1 612 |

| 1851  | 1856  | 1861  | 1866  | 1872  | 1876  | 1881  | 1886  | 1891  |
| ----- | ----- | ----- | ----- | ----- | ----- | ----- | ----- | ----- |
| 1 594 | 1 520 | 1 512 | 1 482 | 1 538 | 1 259 | 1 238 | 1 341 | 1 064 |

| 1896  | 1901 | 1906 | 1911 | 1921 | 1926 | 1931 | 1936 | 1946 |
| ----- | ---- | ---- | ---- | ---- | ---- | ---- | ---- | ---- |
| 1 060 | 987  | 984  | 945  | 764  | 652  | 597  | 560  | 474  |

| 1954 | 1962 | 1968 | 1975 | 1982 | 1990 | 1999 | 2006 | 2008 |
| ---- | ---- | ---- | ---- | ---- | ---- | ---- | ---- | ---- |
| 324  | 238  | 232  | 221  | 208  | 198  | 190  | 220  | 228  |

| 2013 | 2018 | 2022 | - | - | - | - | - | - |
| ---- | ---- | ---- | - | - | - | - | - | - |
| 208  | 179  | 195  | - | - | - | - | - | - |

En 1316, Saint-Paul-sur-Ubaye comptait 192 feux.

## Économie

### Aperçu général
En 2009, la population active s'élevait à 82 personnes, dont 2 chômeurs. Ces travailleurs sont majoritairement salariés (51 sur 80) et travaillent majoritairement hors de la commune (45 travailleurs sur 80). L'essentiel des actifs de la commune sont employés dans l’agriculture (48 % en 2009). L'industrie et la construction emploient 23 % des actifs, et les services et l'administration, un peu moins de 30 %.
Les entreprises implantées dans la commune sont principalement des commerces et des services (14 des 25 établissements), et des entreprises du secteur de la construction (6 sur 25).

### Agriculture
En 2009, le secteur primaire (agriculture, sylviculture, pêche) comptait 29 établissements différents dont 11 exploitations agricoles (et parmi elles, seulement trois professionnelles). De 1988 à 2000, la surface agricole utile a fortement décru, passant de 1560 à 580 ha, dont seulement 24 hectares de céréales. En 2000 toujours, trois exploitations possédaient un cheptel bovin (total pour la commune : 103 têtes) et trois autres élevaient des volailles.
En 2010, le nombre d’exploitations n’avait que peu augmenté, passant de onze à douze, dont trois élevages bovins, et cinq élevages ovins. Par contre, la surface agricole utilisée a doublé en dix ans pour repasser à un peu plus de 1 100 ha, l’essentiel étant consacré à l’élevage (1 067 ha).
Les alpages accueillent environ 30 000 têtes de moutons, qui sont surveillés par huit bergers.

### Industrie
En 2009, le secteur secondaire (industrie et construction) comptait 14 établissements différents.

Sur le territoire de Maurin se trouve une carrière de marbre blanc/vert, utilisée au XIXe siècle (une ophicalcite sous le nom : Vert Maurin). De cette carrière provient une partie du marbre utilisé pour faire le tombeau de Napoléon Ier, aux Invalides. 

### Activités de service
En 2009, le secteur tertiaire (commerces, service) comptait 15 établissements (avec six emplois salariés), auxquels s'ajoutent les trois établissements administratifs (salariant huit personnes).
D'après l'Observatoire départemental du tourisme, la fonction touristique est très importante pour la commune, avec plus de 5 touristes accueillis pour un habitant, l'essentiel de la capacité d'hébergement étant non-marchande. Plusieurs structures d'hébergement à finalité touristique existent dans la commune :
- au moins deux hôtels en 2007[69] (un non-classé[70] et un classé deux étoiles[71]). Seul l'auberge subsiste en 2012, avec cinq chambres[72] ;
- un camping deux étoiles[73] avec 72 emplacements[72] ;
- une chambre d'hôtes à Maljasset[66] ;
- plusieurs meublés[74] ;
- les hébergements collectifs étant essentiellement représentés par les refuges (quatre sur les cinq structures[75]).

Ce sont néanmoins les résidences secondaires qui pèsent le plus lourd dans la capacité d'accueil (deux logements sur trois sont des résidences secondaires).
Chaque année, la fête de la musique organisée à Saint-Paul draine une partie de la vallée de l'Ubaye.

## Lieux et monuments

### Sites naturels
- lames verticales de la Berche, de la Souvagea ;
- dolomies rouges, vertes, jaunes des Becs du Grand-Caire et du Sommet Rouge ;
- col de Vars (site inscrit, 2 108 m) ;
- col de l'Autaret ;
- Col de Mary ;
- sommets :
  - Aiguille de Chambeyron (3 411 m) ;
  - Brec de Chambeyron (3 388 m) ;
  - Pics de la Font Sancte (3 373 m) ;
  - Conque de Panestrel (3 254 m) ;
  - Tête de Paneyron (2 787 m) ;
- lacs d’altitude :
  - lacs de Chambeyrons : Lac du Neuf Couleurs ;
  - lacs de Marinet : Lac Long;
  - lacs des Houerts : Lacs Vert et Bleu ;
- colonnes coiffées au ravin de Pierres Vaches
- gouffres de la Mortice
- les différents sommets et lacs du massif de Chambeyron et les massifs marquant la limite avec le Queyras.
- la haute vallée de l'Ubaye, qui se confond avec le territoire de la commune, est l'une des plus sauvages et les mieux préservées de France. La plupart des sommets dépassent 3 000 m, ce qui en fait une zone de haute montagne. La vallée se termine par le col de Longet, accessible uniquement par un sentier qui communique avec l'Italie.

### Ouvrages militaires

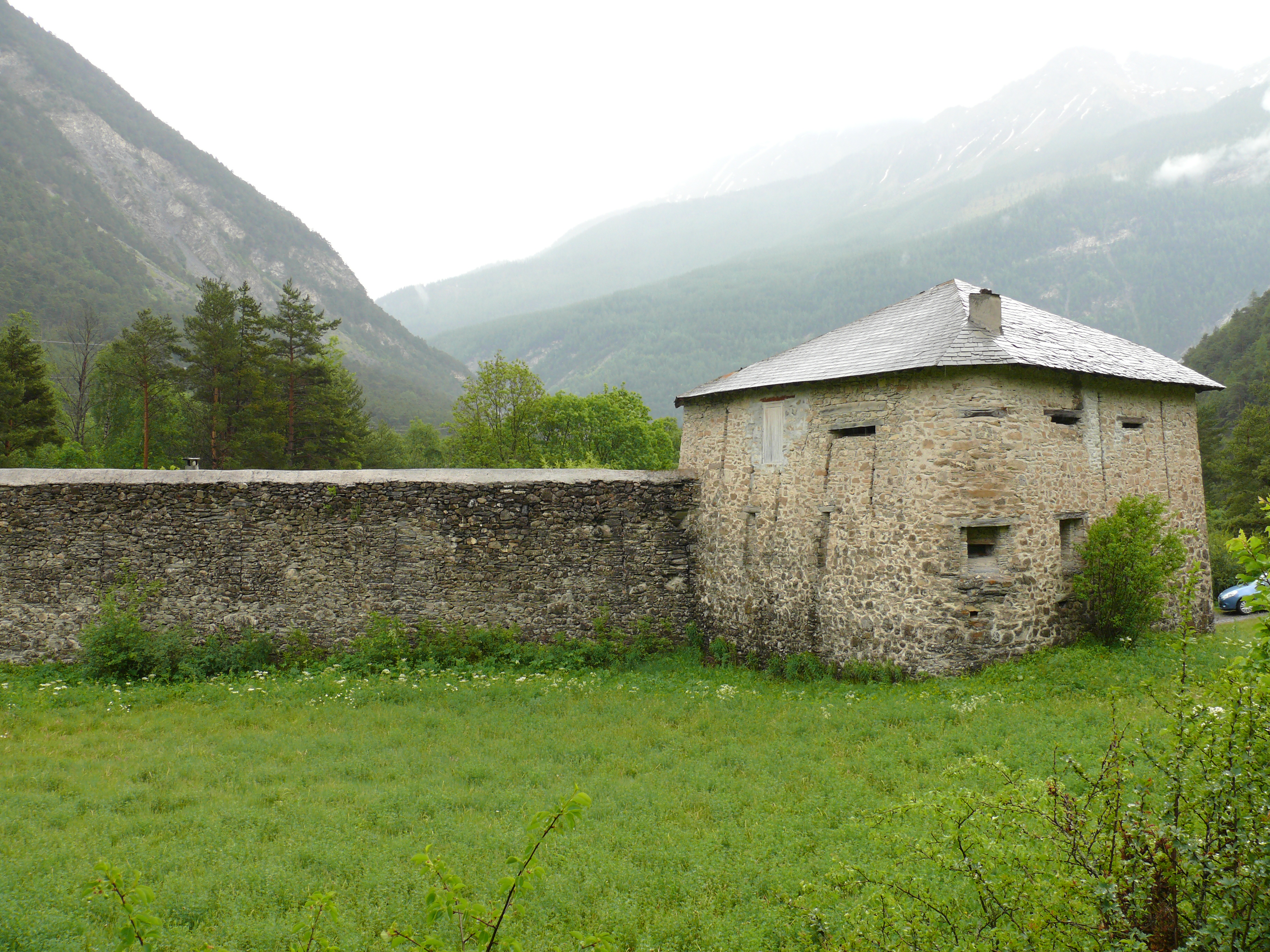
Redoute de Berwick.

Le site des forts de Tournoux se trouve au croisement de deux vallées et des routes permettant l'accès au col de Vars et au col de Larche.
Dès 1703, l'intérêt stratégique du site est signalé par le maréchal de Berwick et par Vauban. Cette vallée qui faisait partie du comté de Nice et dépendait des ducs de Savoie est devenu un territoire français par échange au traité d'Utrecht, en 1713. Des sept redoutes construites à partir de 1710, seule subsiste la redoute dite de Berwick. Elles avaient été abandonnées pendant deux siècles avant que le général Séré de Rivière décide en 1891 de sa restauration. Elle est alors reconstruite dans l'état où on peut la voir aujourd'hui. Un poste triangulaire permettait le logement d'une garnison d'une cinquantaine d'hommes. L'enceinte protégeait deux hangars et une poudrière.
- la redoute de Berwick, près du hameau des Gleizolles, est un monument historique inscrit[77].

L'amélioration des routes d'accès aux cols va entraîner la construction des forts de Tournoux à partir de 1840. Les forts sont construits pour pouvoir abriter 1 500 hommes en profitant d'une crête rocheuse face au confluent de l'Ubaye et de l'Ubayette. Du torrent de l'Ubaye, situé au niveau 1 297 m, à l'observatoire de Serre de l'Aut, au niveau 2 010 m, il y a plus de 700 m de dénivelé. Le fort de Tournoux comprend cinq sites fortifiés :
- le fort Moyen,
- le fort Supérieur. Le fort Supérieur est relié au fort Moyen par des rampes extérieures et des tours renfermant des escaliers,
- la batterie du Clos des Caurres,
- le fortin de Serre de l'Aut,
- l'observatoire ou poste extérieur de Serre de l'Aut. L'observatoire était aussi prévu pour permettre des communications optiques entre Toulon et Briançon.

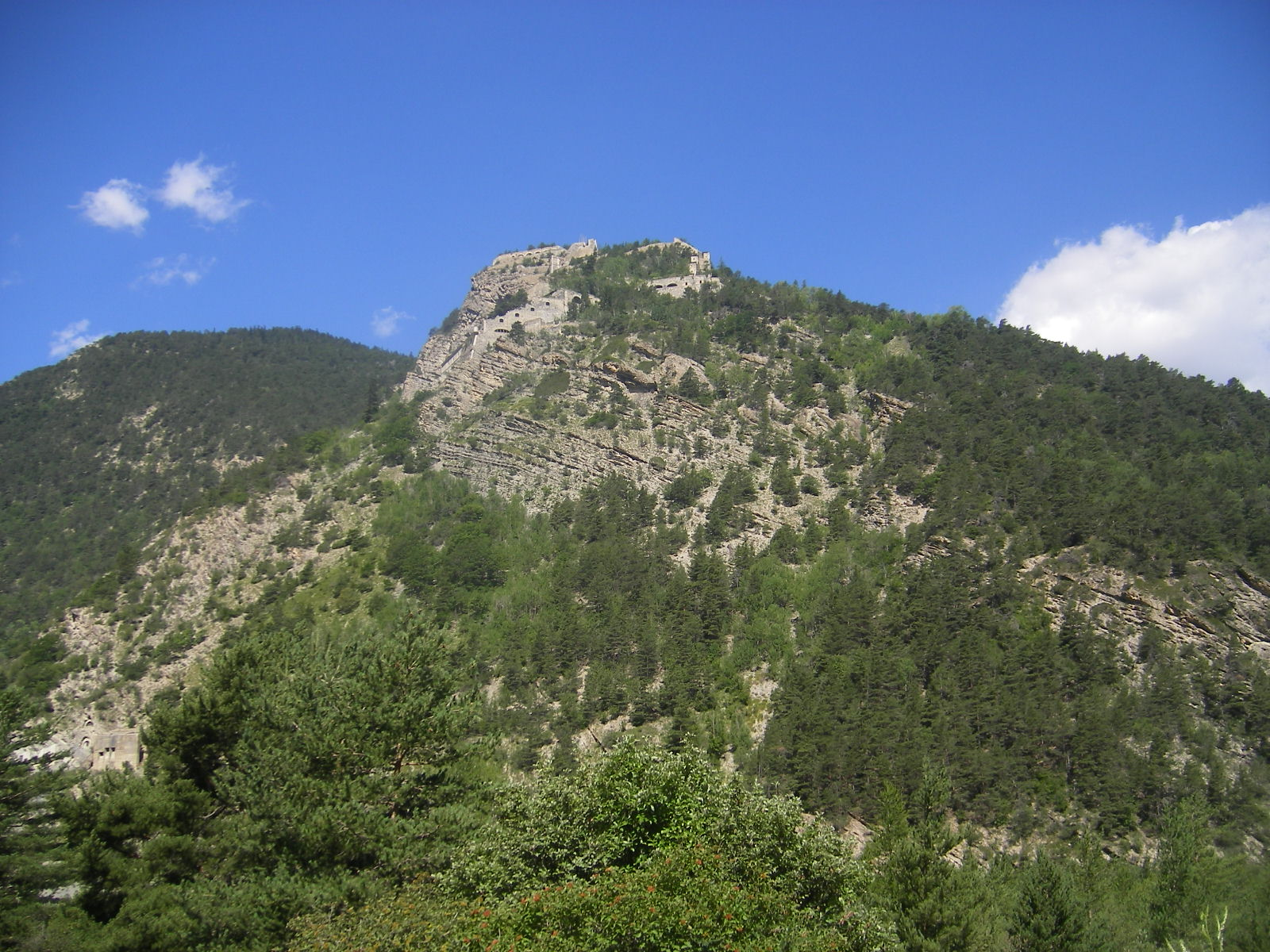
Les forts de Tournoux.

Les bâtiments étaient alimentés par un téléphérique à partir de La Condamine-Châtelard. Un vaste réseau de galeries souterraines et de salles souterraines a été creusé pour assurer la sécurité des soldats.
Quelques dates :
- 1843 : début de la construction du fort Moyen,
- 1860 : fin des travaux du fort Supérieur,
- 1879-1883 : construction de la batterie du Clos des Caurres,
- 1890-1893 : construction du fortin de Serre de l'Aut,
- 1893-1895 : construction du poste extérieur du Serre de l'Aut.

La progression de la puissance de l'artillerie a nécessité de renforcer les protections des forts après 1930. Il a participé aux combats contre l'armée italienne, en 1940, puis a été occupé par l'armée allemande en 1943. Repris par l'armée française en 1945, il a été utilisé comme dépôt de munitions entre 1948 et 1987, date à laquelle il a été abandonné par l'armée.
- la batterie et les ouvrages fortifiés de Vallon Claus, de la fin du XIXe siècle, conçus pour défendre le fort de Tournoux, rendu obsolète par les progrès de l’artillerie[78] ;
- l’ouvrage d’infanterie de la Plate Lombarde (1932-1935), appartenant à la ligne Maginot des Alpes[79] ;
- le blockhaus du Châtelet (1938-1939), construit sur un éperon déjà fortifié au XVIIIe siècle[80].

Les forts ont participé aux combats de la Seconde guerre mondiale. Ils sont aujourd'hui sans utilité militaire. Ils sont en cours d'aménagement pour permettre leur visite.

### Ouvrages d'art

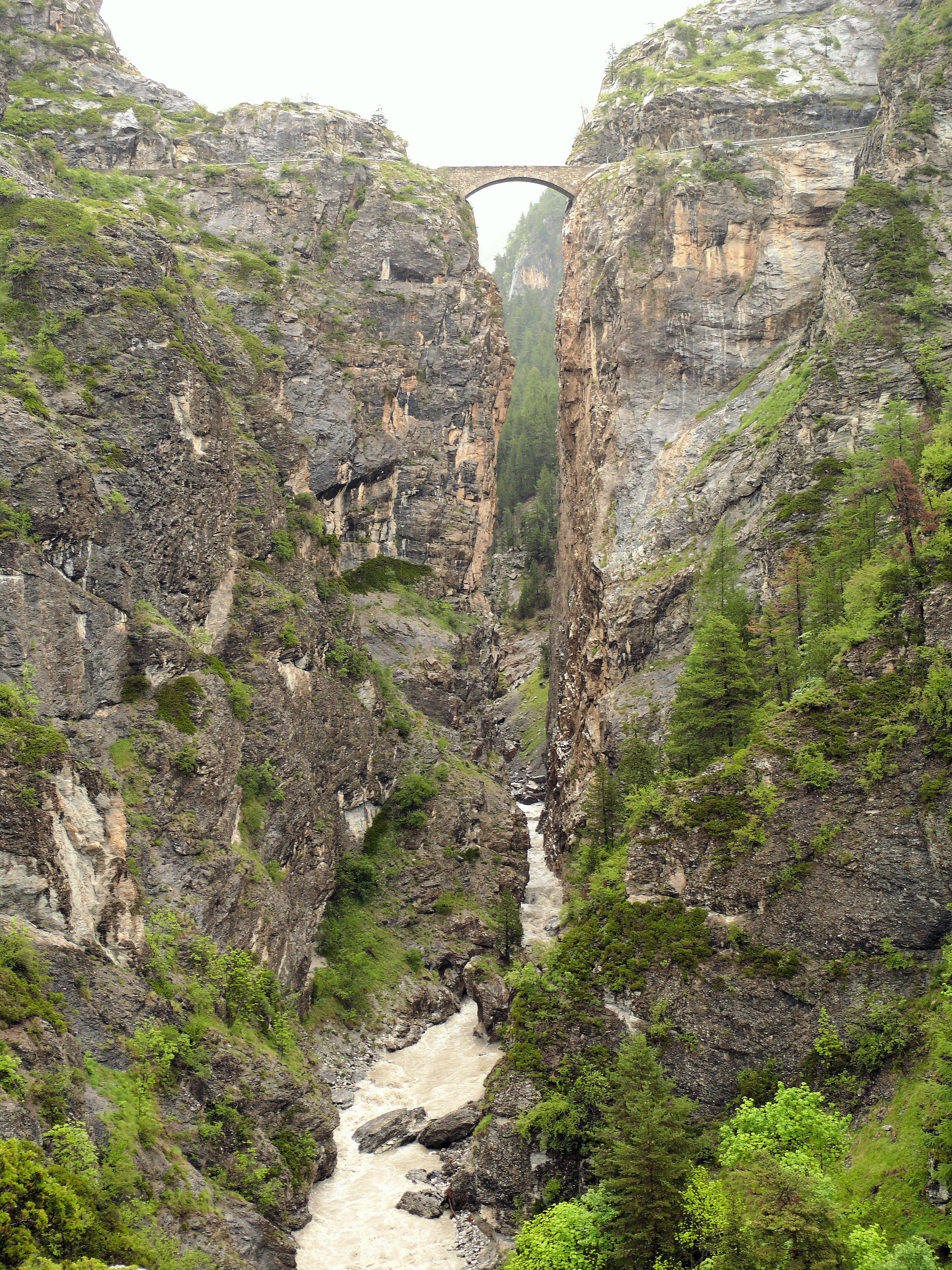
Le pont du Châtelet dominant l'Ubaye et permettant d'aller à Fouillouse.

- le pont de Châtelet, surplombant l'Ubaye de 108 mètres, et le plateau de Châtelet (sites inscrits)

Longueur : 27 m
Ouverture de l'arche : 18 m
Largeur du tablier : 3 m
Hauteur sous clé : 108 m
Avant la construction du pont, l'accès à Fouillouse se faisait par un chemin franchissant l'Ubaye à Grande-Sérenne.
Pour faciliter l'accès permanent au hameau, un projet de tracé d'une nouvelle route avec franchissement de l'Ubaye par un pont au verrou de Châtelet est proposé le 14 août 1875. Le conseil municipal approuve ce projet en 1878 mais en retenant une solution de pont en bois, moins onéreux. Finalement, après avoir étudié la solution d'un pont en bois, le conseil municipal prend la décision le 14 juillet 1879 de construire un pont en maçonnerie, plus durable.
Après avoir obtenu l'accord des autorités militaires pour cette voie stratégique, le préfet donne son accord au projet le 21 juillet 1879. Le pont est terminé en 1882. Deux ans plus tard, le percement d'un tunnel de 28 mètres de long est terminé, et la nouvelle liaison avec lui. La route donnant l'accès à Fouillouse n'est carrossable qu'en 1888. Le pont a été miné en 1944. Seule la chaussée a été détruite, l'arche ayant résisté. Le pont a été restauré en 1945.
On peut admirer le site à partir d'un point de vue sur la route allant de Sérenne à Maurin.

### Art religieux

#### Église Saint-Pierre-et-Saint-Paul

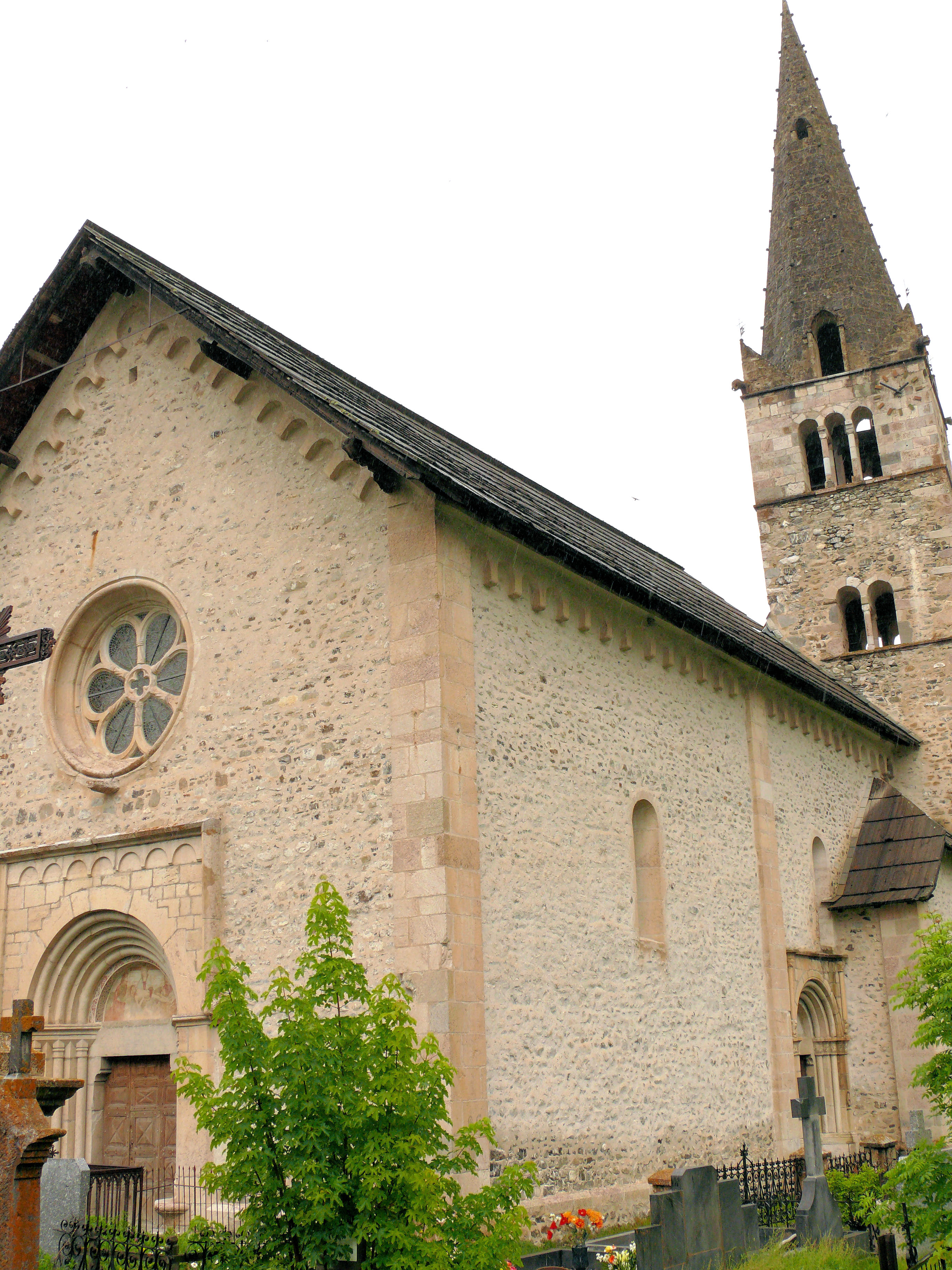
Église Saint-Pierre-et-Saint-Paul.

L’église paroissiale Saint-Pierre-et-Saint-Paul, à Saint-Paul, construite à la fin du Moyen Âge, est démolie en 1591, à la fin des guerres de religion. Sa reconstruction se situe au XVIIe siècle, avec renouvellement de la charpente en 1762. Une partie du chœur d’origine subsiste (1452). Elle est fortifiée en 1696.
En 1959, une travée s’effondre, à la suite du tremblement de terre du 5 avril. Sa reconstruction est achevée en 1969. Elle était classée monument historique depuis 1921.
Dans son état actuel, l’église compte une nef de deux travées voûtées d’ogives. Le chœur est une simple travée supplémentaire, à chevet plat ; lui aussi est voûté sous croisée d’ogives. Au sud, une chapelle barlongue donne dans le chœur. Les chapiteaux sont ornés de têtes d’hommes et d’animaux en relief, les clefs de voûte portent des agneaux ou des blasons. Tout l’extérieur est parcouru d’arcatures aveugles, survivances de la bande lombarde. Les portails sud et occidental sont décorés, le second ouvre sous un linteau et date du début du XVIe siècle. La base du clocher est probablement la partie la plus ancienne de l’église (1390), mais l’essentiel de la tour, percée de fenêtres géminées, date du XVIe siècle ; le clocher a été réparé en 1829.
Sur le tympan du portail occidental, se trouve une déposition de Croix qui était cachée sous un enduit. D'autres fresques ont été découvertes dans les années 1960 dans le chœur, sous les boiseries. Elles ont été peintes au XVIe siècle par des peintres italiens et représentent Dieu le Père, des anges, la Vierge et la Vision de saint Paul. Elle possède trois autels avec retables en bois, partiellement peints et partiellement laissés au naturel, ou dorés, classés et un antependium très rare, en toile peinte, du XVIIe siècle, classé monument historique au titre objet.
Enfin, le monument aux morts, placé dans l’église, est un bronze de Landowski.

#### Autres églises et chapelles
Au hameau de Tournoux, l’église paroissiale est placée sous la titulature de saint Thomas a été construite le long de l'ancienne route haute qui menait vers Saint-Paul et le col de Vars par Gleizolles. De style gothique, elle remonte au XIIIe siècle, bien que les voûtes soient plus récentes. Le chevet est couvert d'une croisée d'ogives reposant sur des culées correspond à un type classique dans la vallée de l'Ubaye. Des baies géminées ouvrent dans la tour du clocher, dont la base est romane mais les étages du XVIe ou du XVIIe siècles. Un bas-côté étroit lui a ensuite été ajouté au nord, au XVIIIe ou XIXe siècle. Le linteau du portail est supporté par deux corbeaux, reposant sur deux personnages sculptés (sculpture du XVe ou du XVIe siècle).
Parmi les œuvres de l'église, se trouve une Vierge au Rosaire entourée de sainte Catherine de Sienne, de saint Dominique et de saint Thomas qui pourrait provenir de l'ancien couvent des Dominicains de Barcelonnette.
La chapelle de Gleizolles est sous la titulature de Saint-Jacques et Saint-Philippe et dépendait de la paroisse de Tournoux. En ruines dans les années 1980, il n’en subsistait que le chœur, sous croisée d’ogives, daté du début du XVIe siècle. Elle a été reconstruite par les habitants de Gleizolles en 1988 mais en la limitant à son ancien chevet.
La chapelle des pénitents, de grande taille, avec une nef à trois travées, avec des baies côtés nord et sud, date du XVIIIe siècle. La chapelle avait été détruite en 1959 par un tremblement de terre.
Au hameau de Maurin, l’église Saint-Antoine-du-Désert (classée monument historique), commune aux trois hameaux du vallon de Maurin, La Barge, Maljasset et Combe-Brémond. Les fondations sont du XIIe, elle est reconstruite après qu’une avalanche l’ait détruite en 1531 comme le rappelle l'inscription sur le tympan : 1531 lo 14 de febrier svalancha la gleiso (le 14 février 1531, l'église a été « avalanchée »). Les trois travées de la nef et le chœur sont romans, ainsi que les sculptures de marbre rose du portail : elles peuvent être d’origine ou bien de style archaïque du XVIe siècle. L’ensemble du retable et de son tableau représentant la Vierge du Rosaire au pied de laquelle des saints intercèdent pour les âmes du purgatoire, datés de 1654, sont classés. Un fragment de fresque sur le mur nord de la nef est le souvenir d'une Passion datant du Ve siècle. Sa croix de procession en étain repoussé et cuivre doré, du XVIIe siècle, est classée. L'église est sous le vocable de saint Antoine mais la Vierge et un saint local Flamain, y sont également honorés. Une chapelle des pénitents jouxte, au nord, le cimetière. 
Au hameau de Maljasset, se trouve la chapelle de Saint-Antoine, dépendant de la paroisse de Maurin. Toujours dépendant de Maurin, la chapelle Notre-Dame-des-Neiges se trouve à la Barge et Saint-Roch à la Combe Brémond.
- Hameau de Saint-Antoine : chapelle Saint-Antoine, chapelle de pèlerinage local placée sur le chemin reliant Saint-Paul-sur-Ubaye aux cols permettant d'aller en Piémont. Elle date de la fin du XVIIIe siècle et a été réalisée par les habitants du hameau. Le clocher-campanile a été construit en 1819. Sur le pignon de l'église un cultivateur de Sérenne, Joseph-André Signoret (1772-1825), a reproduit une toile qui se trouvait à l'intérieur de la chapelle et représentant saint Antoine intercédant auprès de la Vierge pour les âmes du purgatoire. La fresque a été déposée et refaite en 1992 par Jean-François Gavoty.

L’église Saint-Jean-Baptiste est entre les hameaux de Fouillouse et des Serrets, très proches. Elle est reconstruite en 1549, avec une voûte en berceau brisé plus tardive,. Le clocher-mur, à trois baies, est de belle taille. Elle possède quelques statues, du Christ en poutre de gloire (classée) et de saint Jean-Baptiste, du XVIIe siècle mais d’un style extrêmement fruste. Les bustes reliquaires (dont un à saint Jacques) sont raides et archaïques, bien qu’eux aussi du XVIIe. Elle possède un antependium très rare, en tapisserie du XVIIe ou du XVIIIe siècles, classé.
Au hameau de la Grande-Sérenne, l’église de la Transfiguration-de-Notre-Seigneur, est l’ancienne église paroissiale du hameau (érection en 1829, mais la construction est antérieure). Son plan est en croix latine, avec une coupole et une nef d‘une travée. Son ciboire en argent, du XVIIIe siècle, est classé. Lors du séisme de 1959, l'extrême pointe de son clocher a subi un net cisaillement que l'on peut encore observer. Une chapelle Saint-Roch se trouve au hameau de la Petite-Sérenne.
L’autel de la chapelle du hameau de Prads, en bois taillé, du XVIIIe siècle, est classé au titre objet. Au hameau de L’Estrech, près des Bonis, chapelle Notre-Dame ; ces deux chapelles dépendaient de la paroisse du chef-lieu.
Au hameau de Mélezen, dans le mobilier de l’église Saint-Sébastien (1785), figurent une croix de procession en métal argenté du XVIIe siècle, classée, et un ciboire d’argent du siècle suivant. Avant l’érection de la paroisse et la construction de l’église, le hameau disposait d’une chapelle, réaménagée en presbytère.
Au col de Vars, la chapelle Sainte-Marie-Madeleine, construite au milieu du XIXe siècle, succède à un hospice destiné aux voyageurs

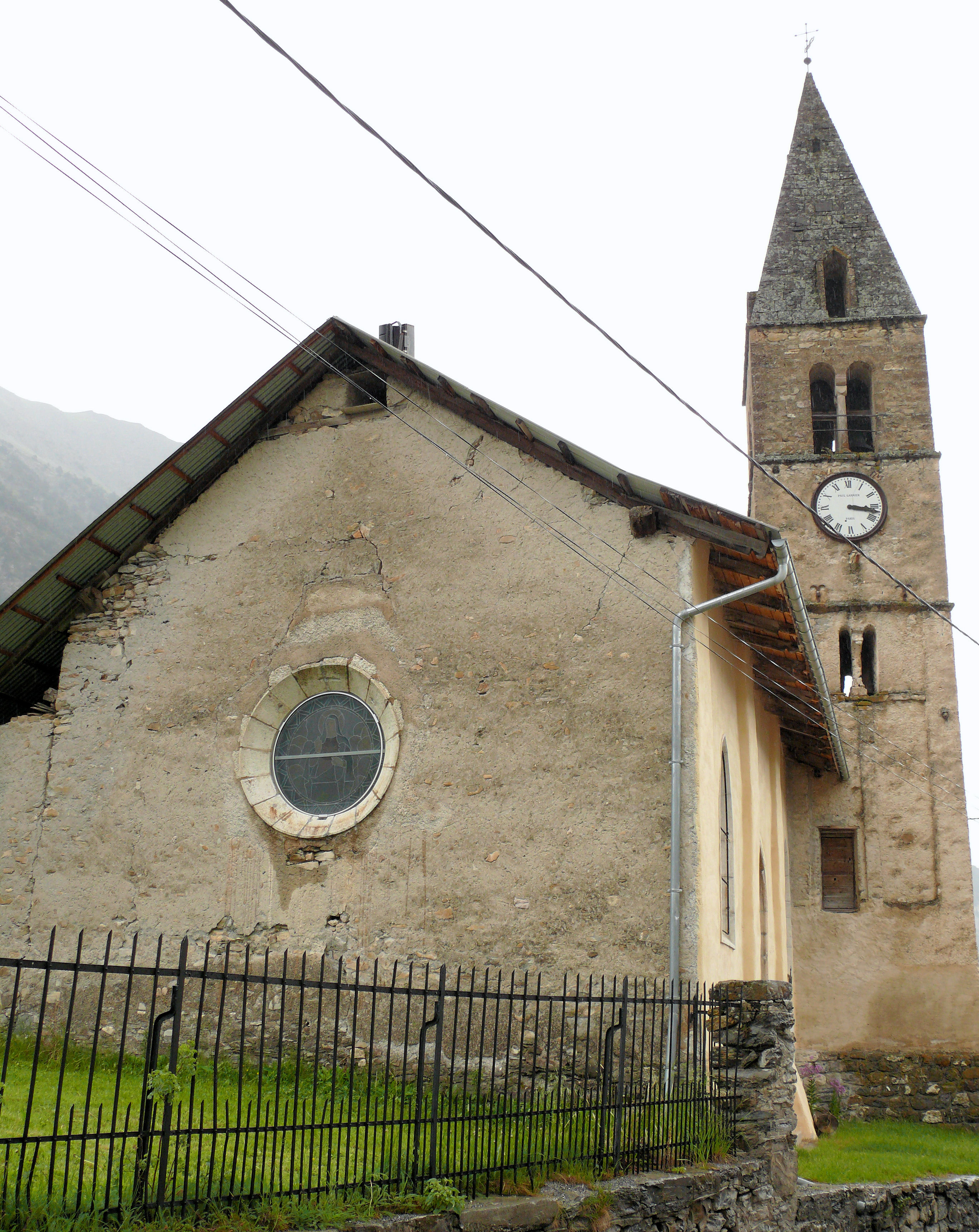
Église Saint-Thomas du hameau de Tournoux.
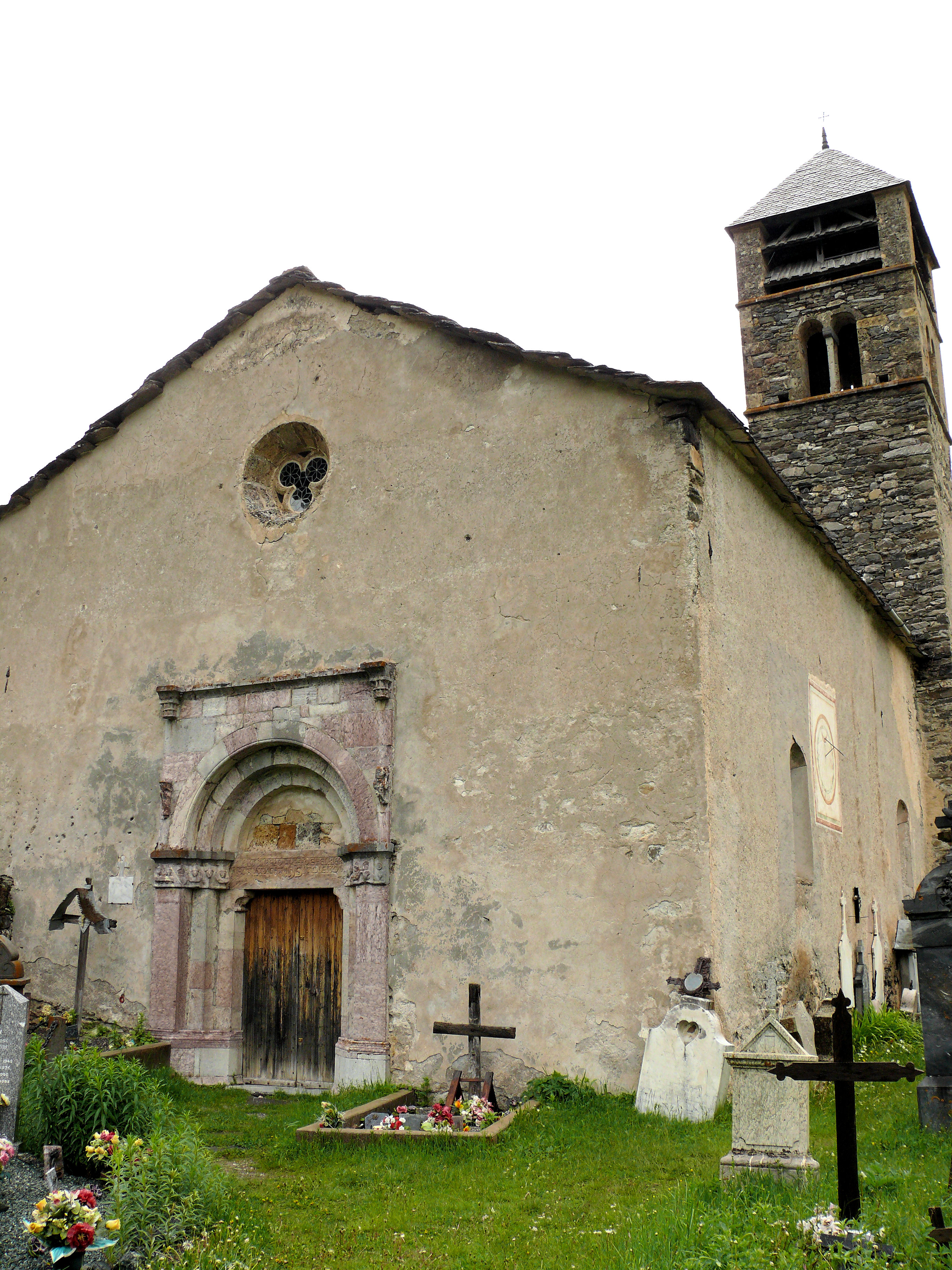
Église Saint-Antoine-du-Désert à Maurin avec son cimetière.
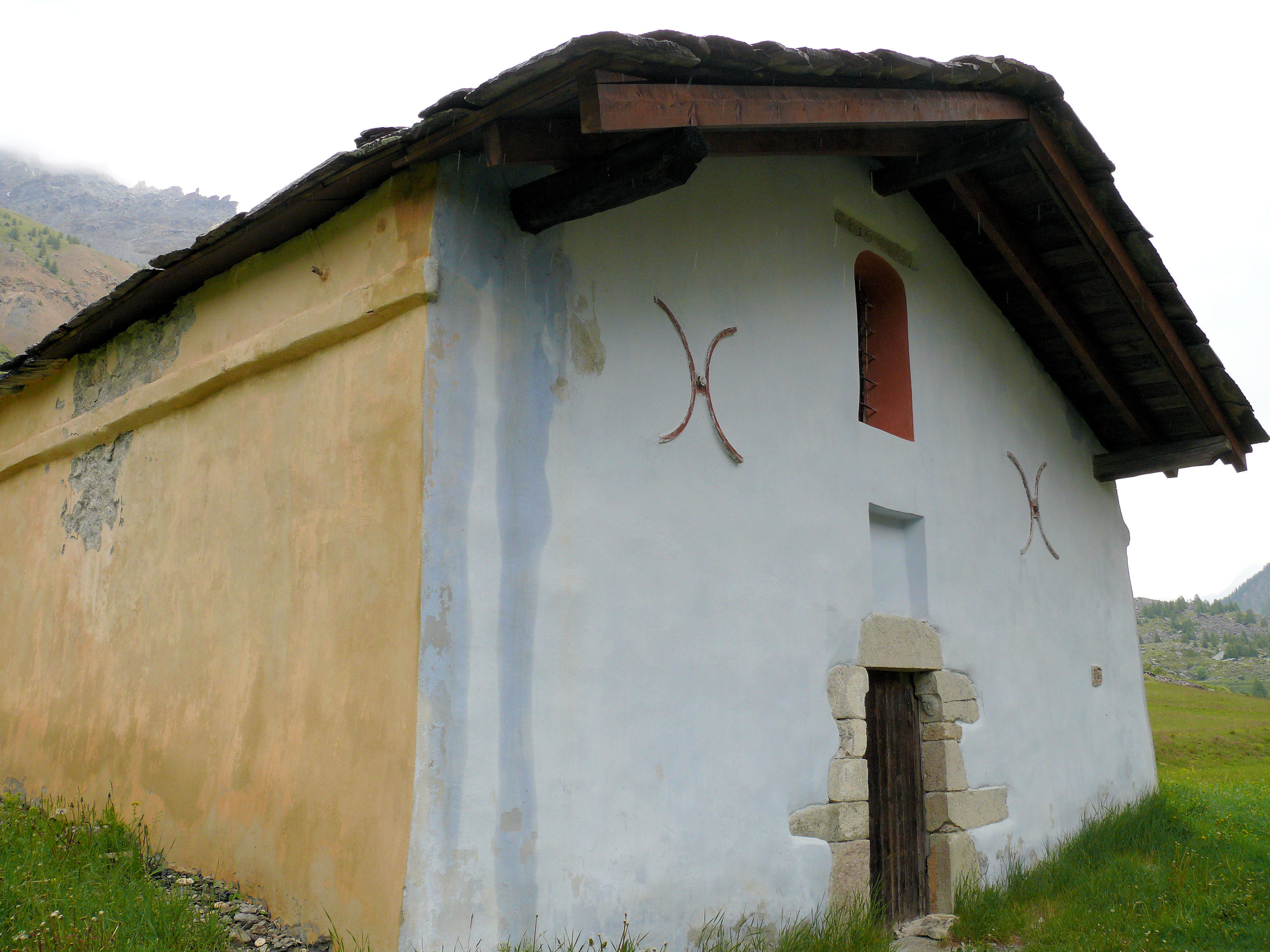
Chapelle des Pénitents à côté de l'église de Maurin.
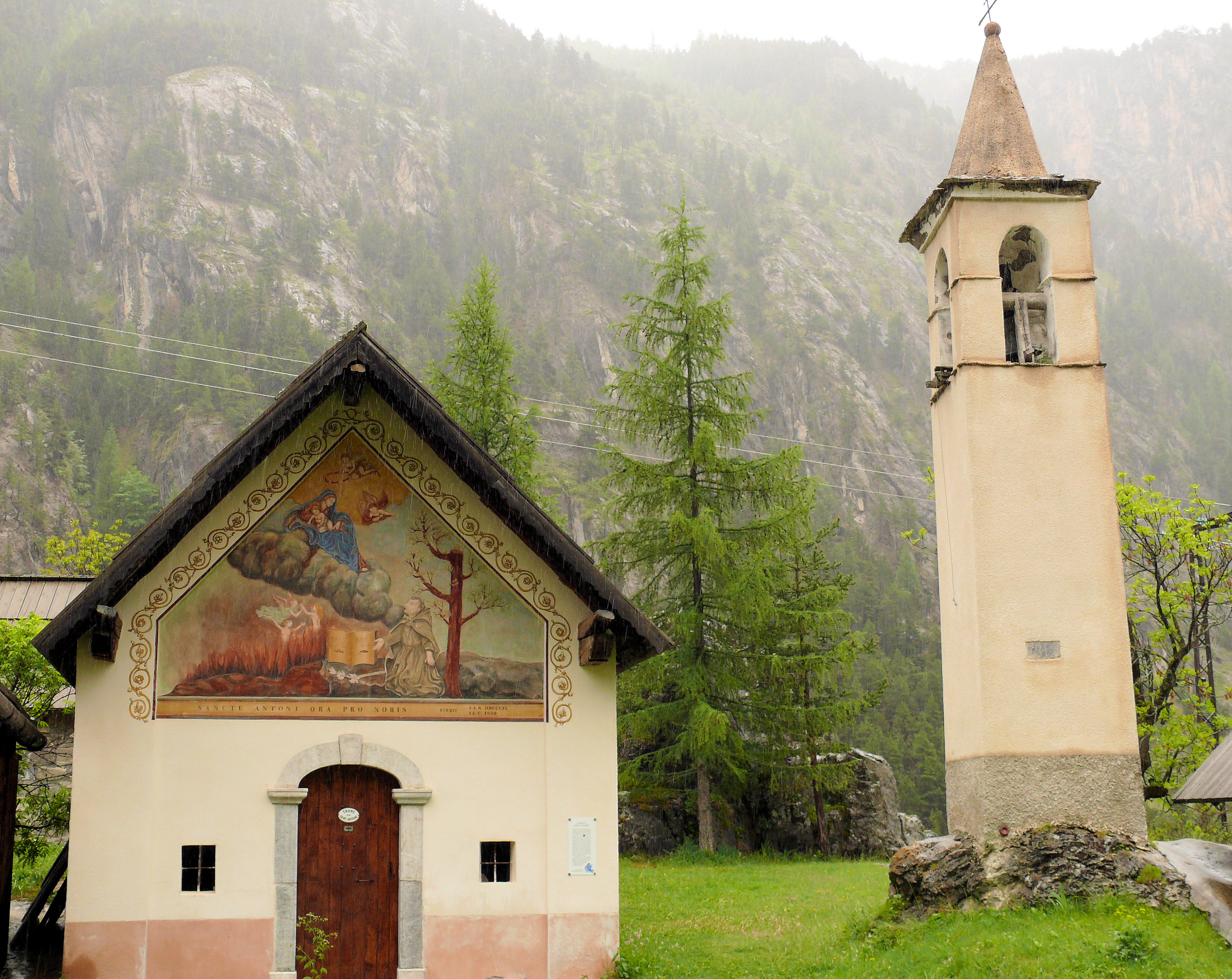
Chapelle Saint-Antoine au lieu-dit Saint-Antoine.
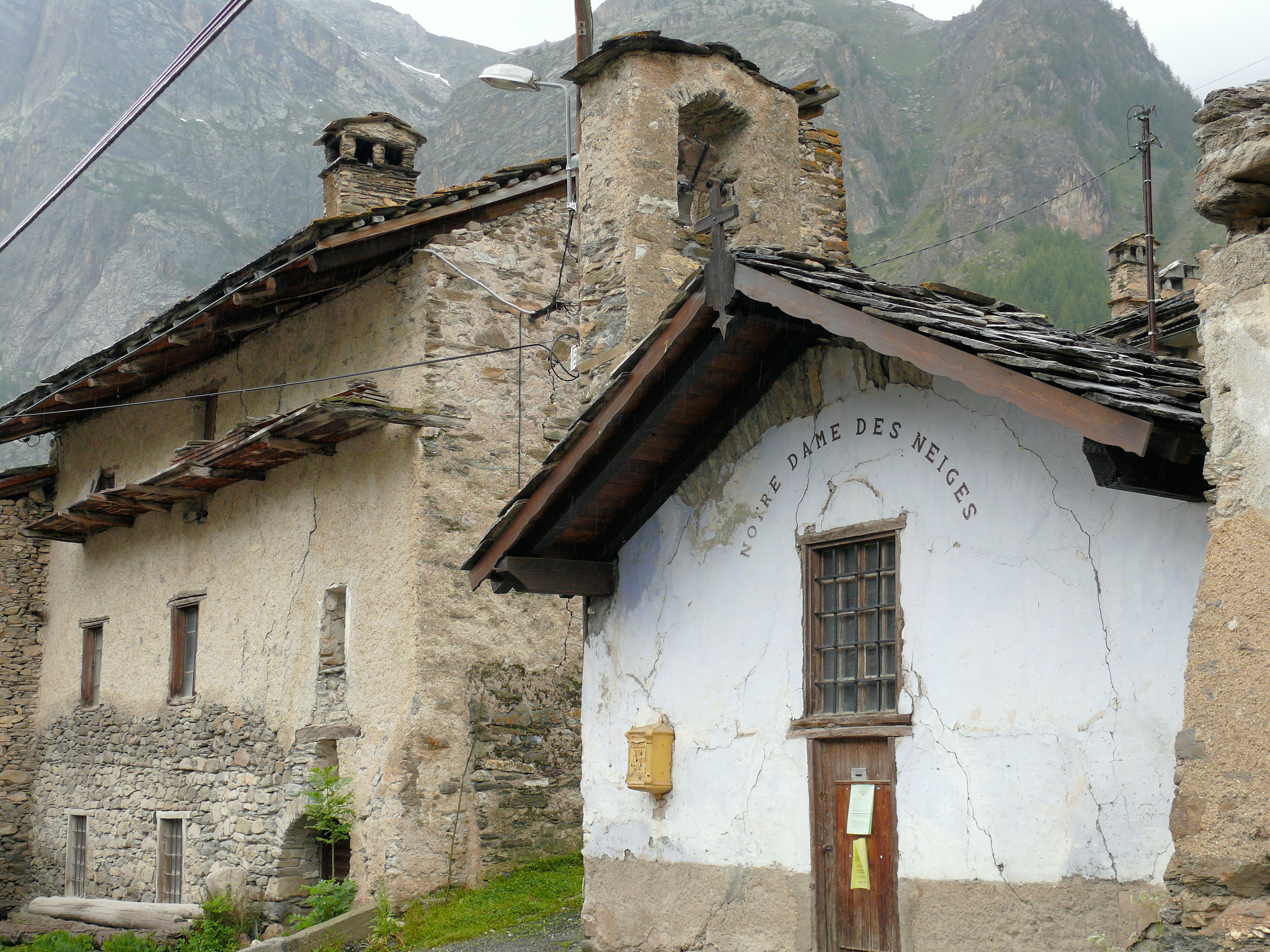
Chapelle Notre-Dame-des-Neiges au hameau de La Barge.
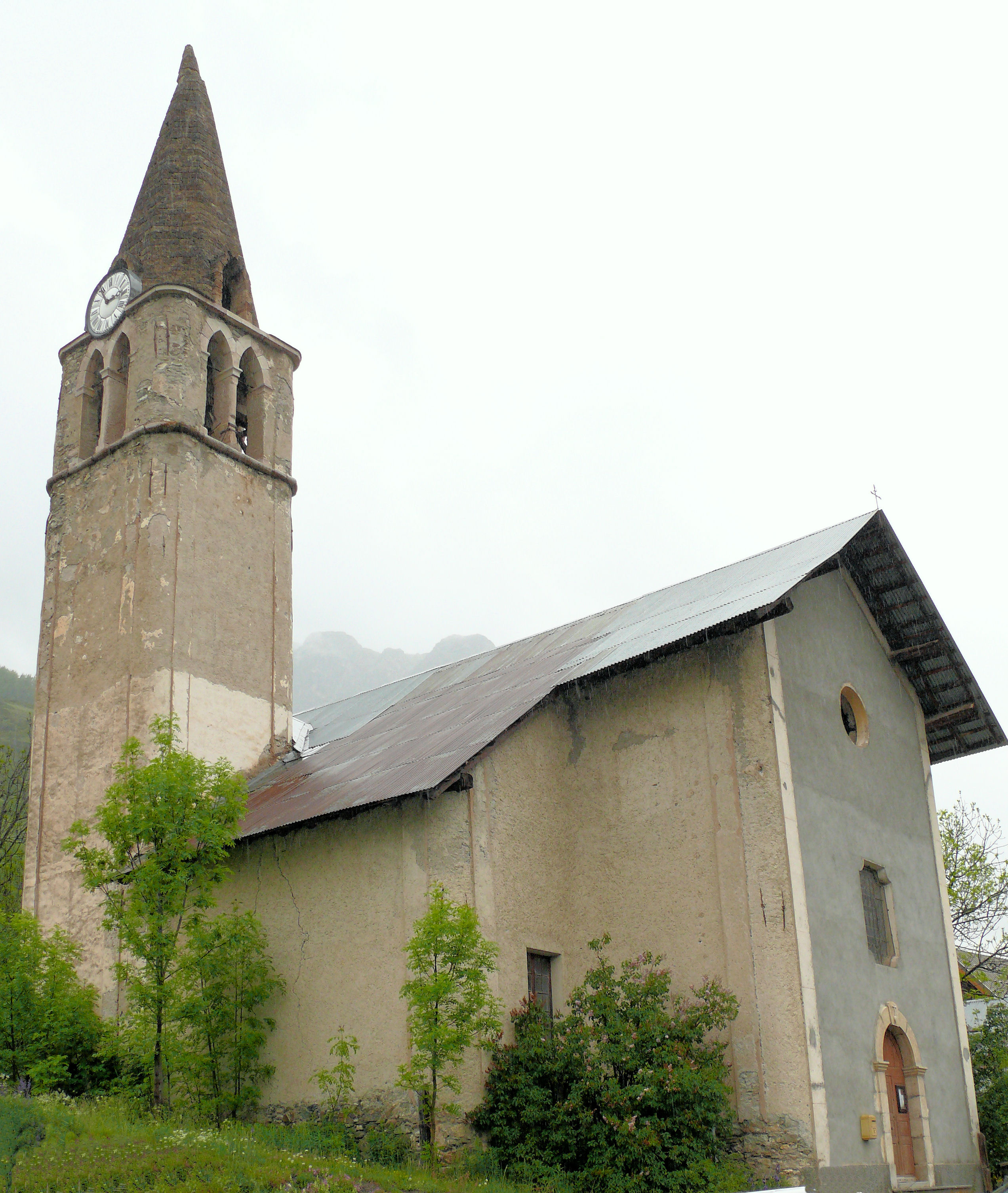
Église de la Transfiguration-de-Notre-Seigneur de Sérenne.
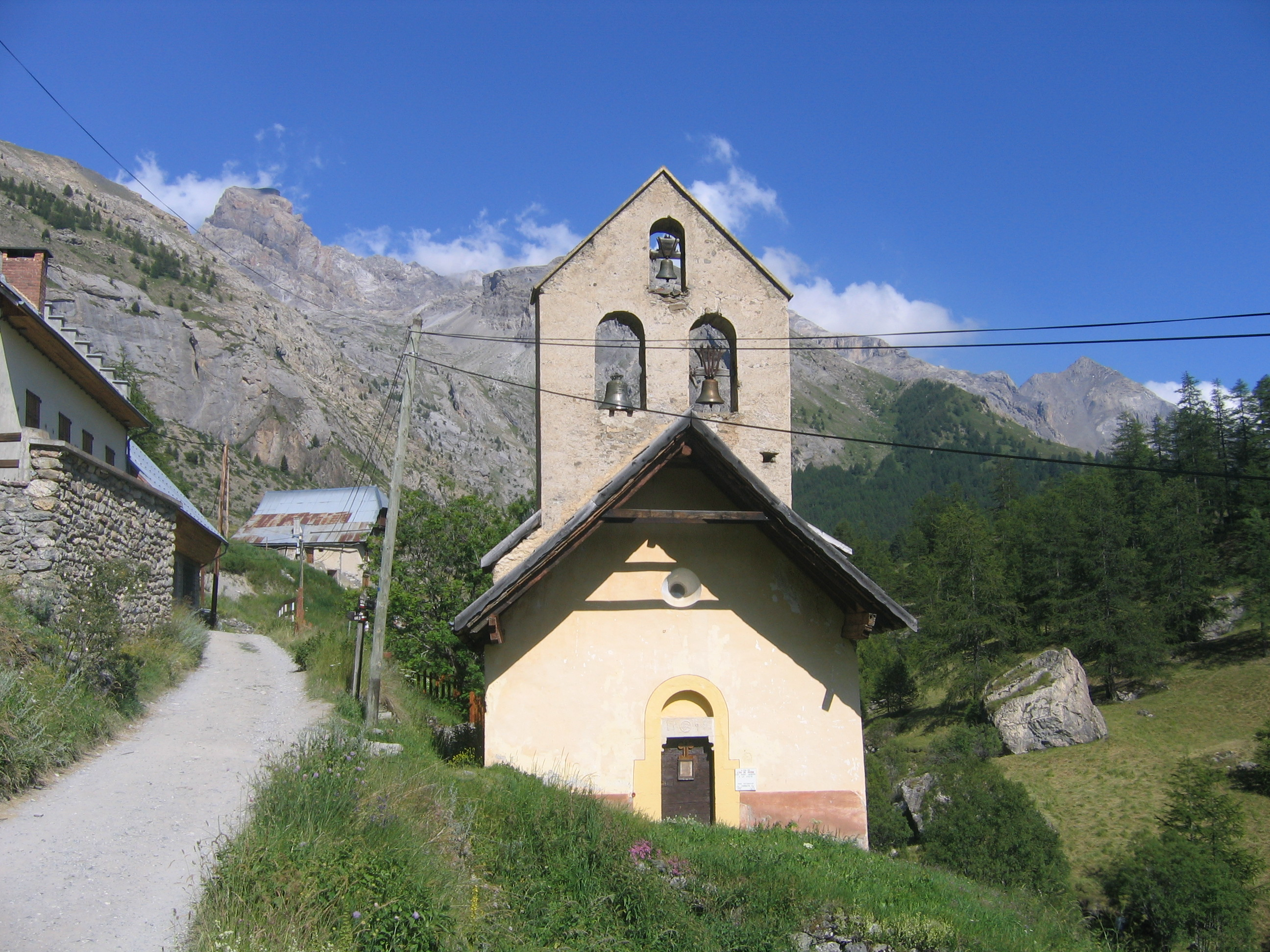
L'église de Fouillouse et le Brec de Chambeyron en arrière plan à gauche.

### Art funéraire

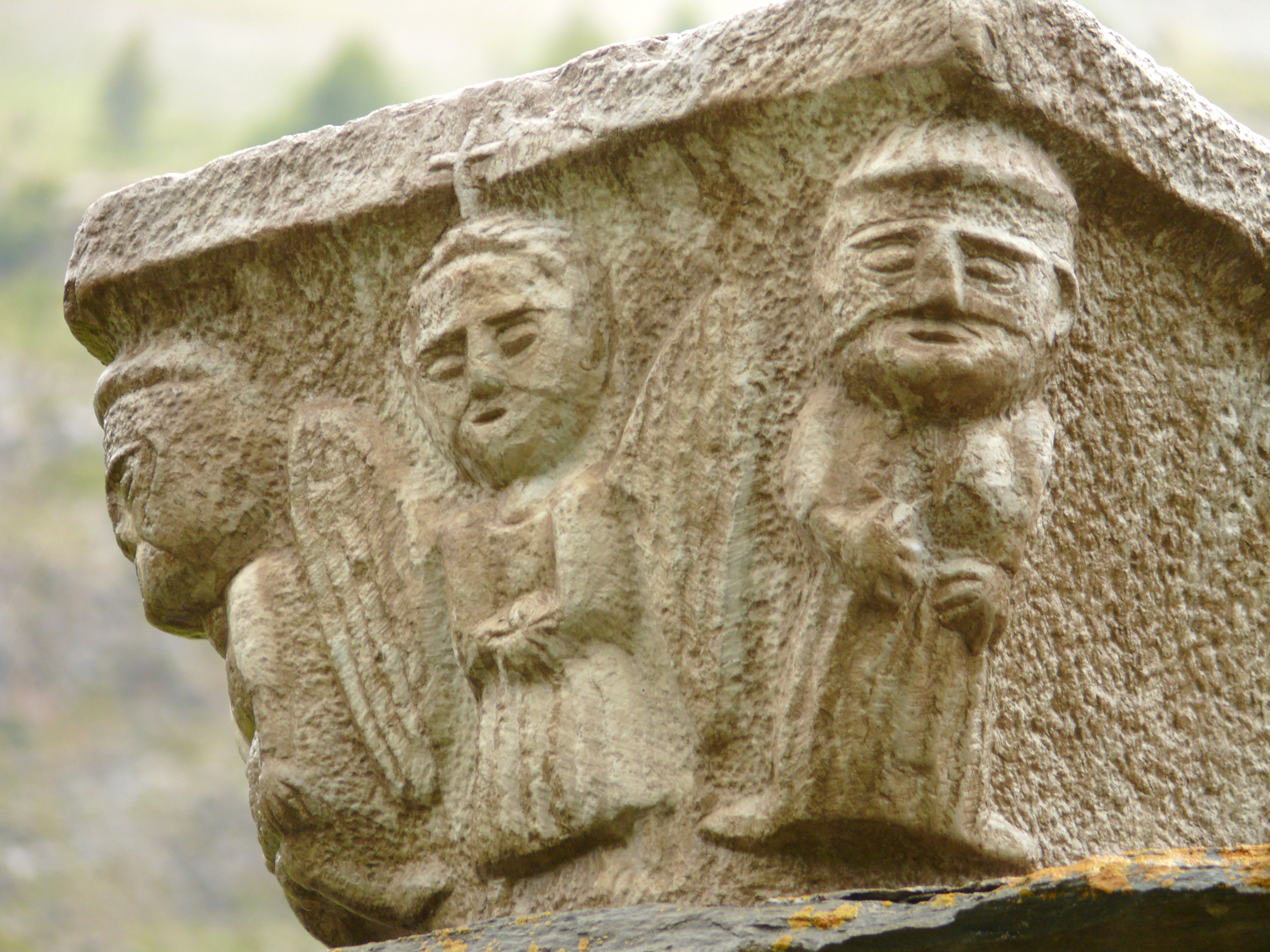
Chapiteau de l'enclos du cimetière de l'église de Maurin.

L’enclos, les chapiteaux et la porte du cimetière de Maurin sont classés monument historique.

### Architecture utilitaire
- La fontaine de Saint-Paul est surmontée d'une colonne, et date de 1715[112]. Trois fontaines de la Grande-Sérenne sont datées, de 1846, 1893 et 1861[113].
- La mairie porte encore sur son linteau la date de 1737, mais a subi de nombreuses modifications depuis[114].
- Le four à pain de Gleizolles reconstruit en 1946 grâce aux dommages de guerre. Cette reconstruction a permis de le moderniser en prévoyant une voûte en briques réfractaires et une porte en fonte avec contrepoids. Il est situé en face de la chapelle.

### Cadrans solaires
Sur la maison Toniet, un cadran solaire porte la légende « Je suis pendu à la muraille pour enseigner l’heure qu’il est aux braves gens et à la canaille »,. Sur l’église de Maurin reconstruite après l’avalanche de 1531, un cadran solaire date de 1837. Un cadran de Zarbula, datant de 1860, restauré en 1990, et portant la légende « Vita fugit sicut umbra » (en latin : la vie passe comme l’ombre).
À Fouillouse, se trouvent six cadrans anciens :
- le plus ancien date de 1805 et porte une légende courante « Mortel sais-tu à quoi je sers ? À marquer les heures que tu perds », qui est une œuvre d’Armand Peloux ;
- un autre, également d’Armand Peloux, date de 1808 avec la même devise ;
- un autre datant de 1860, et un dernier de 1992[118].

À Sérenne, se trouvent six cadrans anciens :
- le plus ancien, construit en 1807 et en excellent état après sa restauration, d’Armand Peloux et avec la même devise que ceux de Fouillouse ;
- un autre date de 1860, dessiné par Zarbula, a été restauré en 1986. En 1896, un coq a remplacé l’aigle impériale ;
- le cadran de la maison Faure, la devise est « Aeterna ut ferrum est haec velut umbra fugit » (en latin : éternelle comme le fer, celle-ci fuit comme l’ombre)[119].

Par ailleurs, la plupart des maisons du hameau sont datées (entre 1850 et 1914).
Au village de Saint-Paul, quelques cadrans sont remarquables :
- le cadran de la maison Signoret, avec la légende « lo vado e vengho ogni giorno. Tu vederai e non retournerai » (en italien : Je vais et je reviens chaque jour. Tu vas et ne reviens pas) ;
- d’autres devises sont originales : « Fulgetur justi sicut sol in regno patris eorum » (en latin : Les justes étincellent comme le soleil au royaume du Père), ou « La dounou bouona, la dounou maria », (en occitan : Je la donne bonne, je la donne mauvaise)[121].

Au Mélézen, on peut remarquer :
- un cadran de 1801 (maison Charles), avec la devise « His utere unam time », (en latin : profite de l’heure présente, mais crains-en une) ;
- deux autres cadrans, créés sur le même modèle, datent de 1872 et 1875 ;
- le cadran de 1809, placé sur le presbytère, est semblable à celui de 1807 de Sérenne[122].

À Tournoux, 
- sur l'ancien presbytère, un cadran solaire datant de 1801, avec pour inscription : « sur un char élevé et couvert de lumière, je viens régler tes pas et finir ta carrière ».

### Patrimoine culturel immatériel

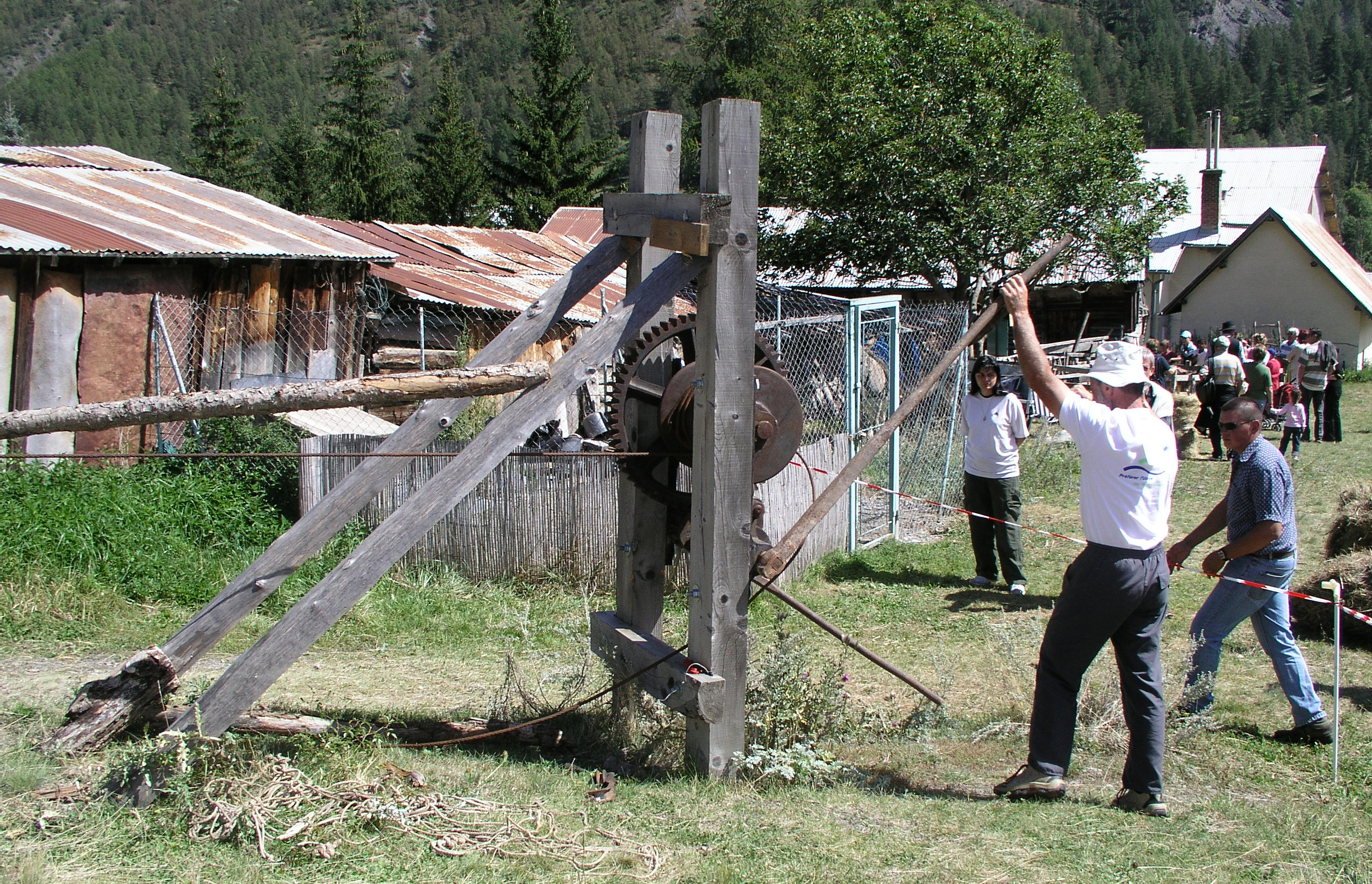
Descente de trousses de foin par câbles et filins lors de la journée "Musée vivant" du 20 août 2006.

Tous les ans en été, il est organisé une journée dite "musée vivant" durant laquelle certains objets, entreposés dans le musée de l'ancienne grange Manuel à Saint-Paul, sont sortis pour une démonstration publique.

### Divers
- pierre frontière avec le Piémont au col de l'Autaret (1824)

## Personnalités liées à la commune
La famille de Paul Reynaud homme politique de la première moitié du XXe siècle (Président du Conseil en 1940) est originaire du village de Saint-Paul. Son grand-père, Jean-Baptiste Reynaud fut maire de Saint Paul puis député de la circonscription, il est parti chercher fortune au Mexique (migration des barcelonnettes). Son oncle maternel Hippolyte Gassier fut maire puis sénateur des Basses-Alpes.
Le patronyme « Grouès », est un patronyme du département : on le trouve aussi à Maurin, Larche, Fouillouse, et Barcelonnette. Antoine Grouès est le fils de Joseph Grouès, berger de Fouillouse et fut le père de Henry Grouès dit l'abbé Pierre : Joseph Grouès venant vendre la laine de son troupeau à Lyon devient drapier et vendeur de tissus et s'y installe définitivement.